# Lijst van personen uit Seattle
Dit is een chronologische lijst van personen uit Seattle, een stad in de Amerikaanse staat Washington. Het gaat om personen die hier zijn geboren.

## Geboren in Seattle

### 1900–1919

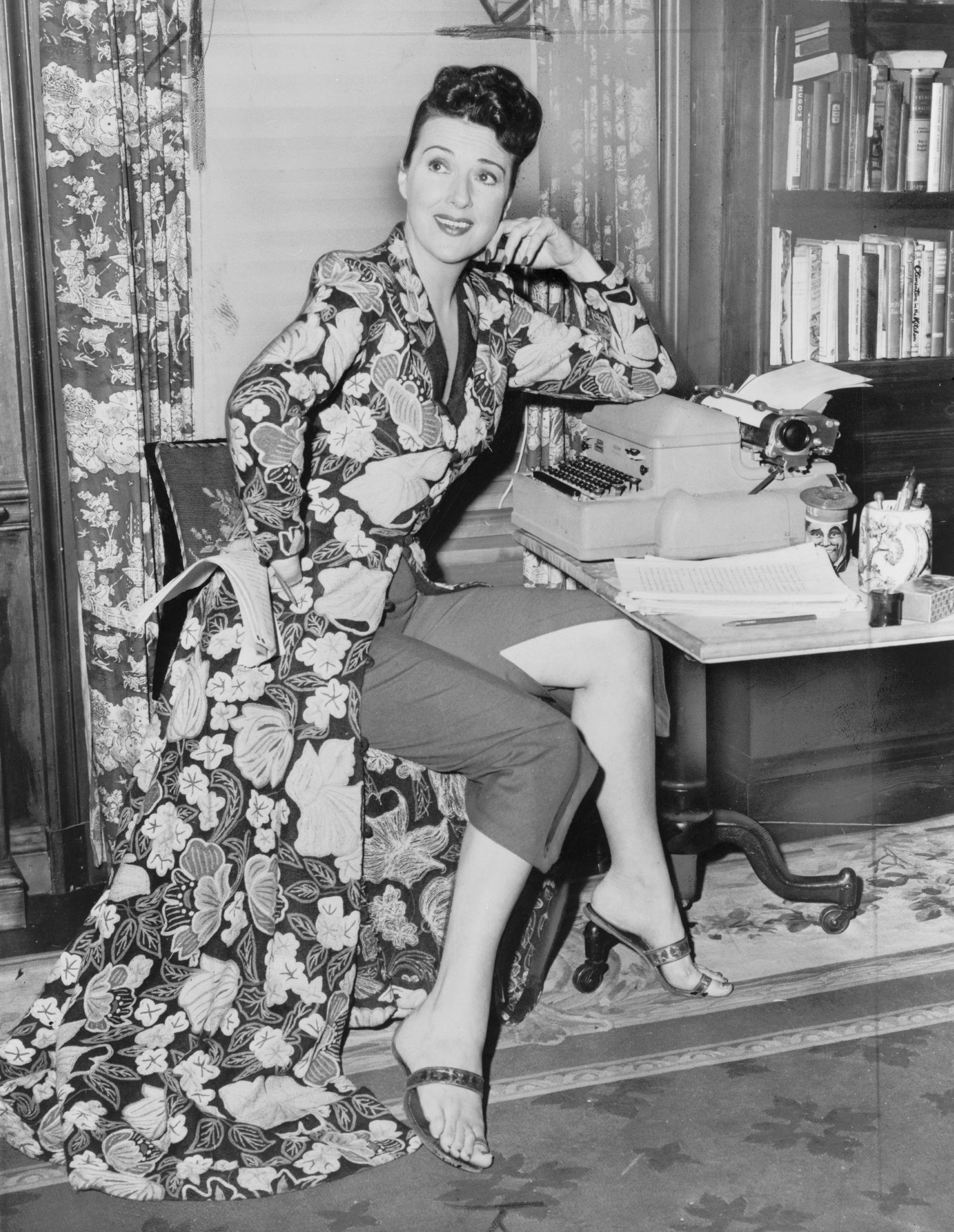
Actrice en danseres Gypsy Rose Lee (1911–1970)

- Julius Adams Stratton (1901-1994), onderwijsdeskundige
- Chester Carlson (1906-1968), wetenschapper, uitvinder en advocaat
- True Boardman (1909-2003), acteur en scenarioschrijver
- Gypsy Rose Lee (1911-1970), actrice, danseres en auteur
- George Stigler (1911-1991), econoom en Nobelprijswinnaar (1982)
- Mary McCarthy (1912-1989), schrijfster, criticus en activiste
- Minoru Yamasaki (1912-1986), architect
- Frances Farmer (1913-1970), actrice
- Kevin McCarthy (1914-2010), acteur
- Jack Bradbury (1914-2004), animator en striptekenaar
- Herbert Morris (1915-2009), roeier
- Ebba Haslund (1917-2009), schrijfster en politica
- Morton Lachman (1918-2009), komedieschrijver en producer

### 1920–1929

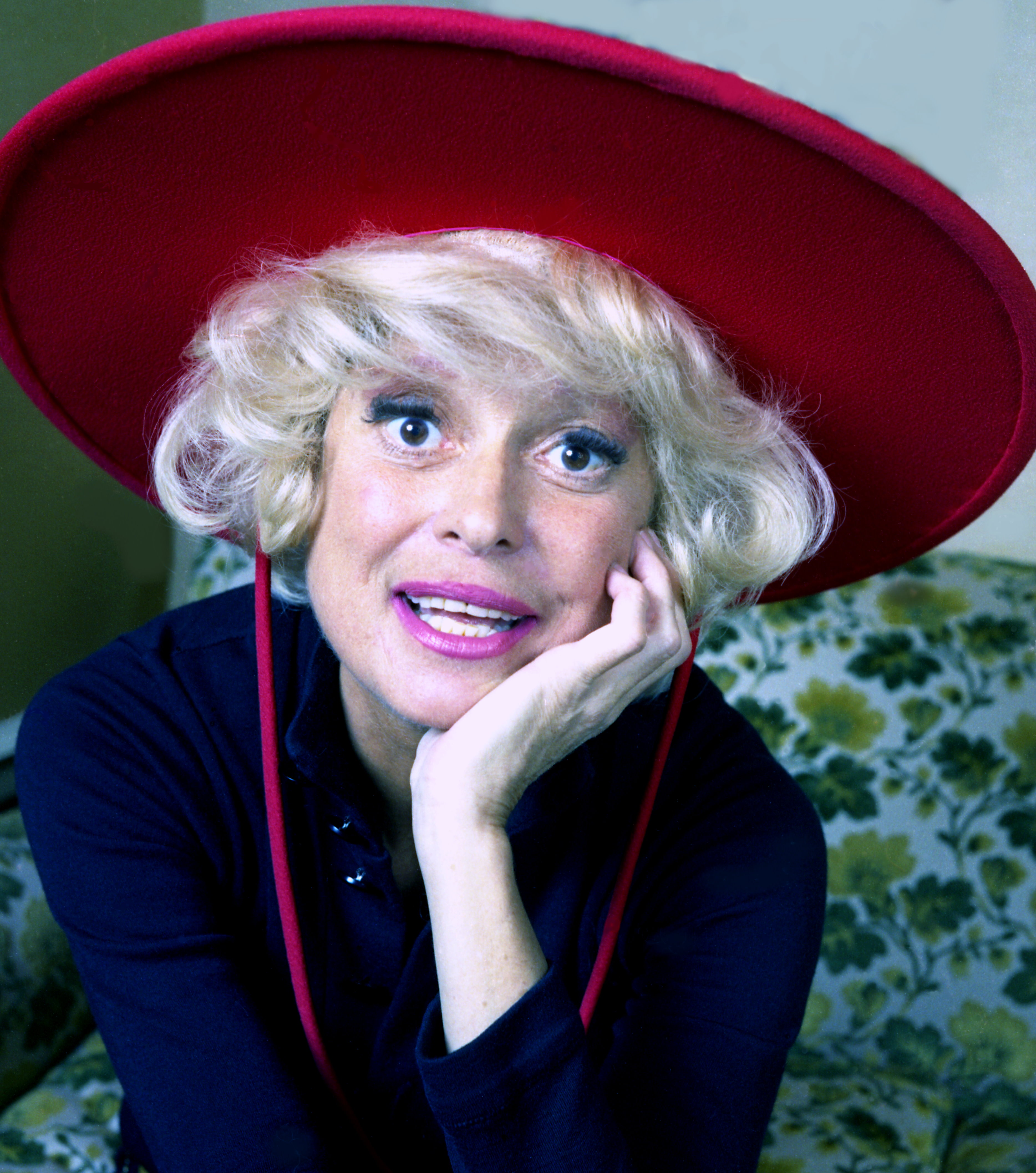
Actrice Carol Channing (1921–2019)

- Jack Turner (1920-2004), autocoureur
- Carol Channing (1921-2019), actrice
- Steven Hill (1922-2016), acteur
- Pete Fleming (1928-1956), christelijke zendeling
- Jo Baer (1929-2025), kunstenares
- Richard Gordon (1929-2017), astronaut

### 1930–1939

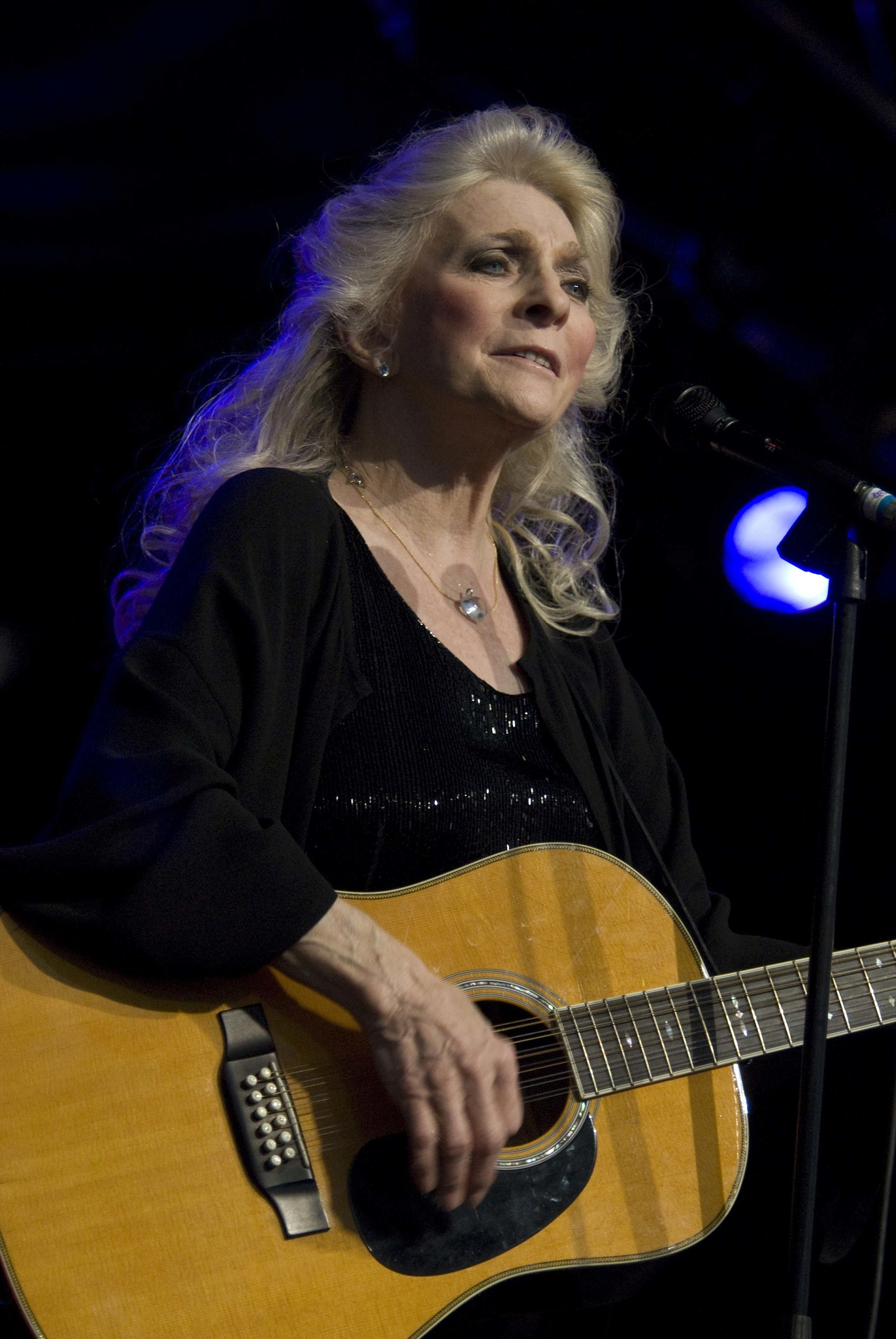
Singer-songwriter Judy Collins (1939)

- Armand Russell (1932), componist, muziekpedagoog en contrabassist
- Gloria Wilson Swisher (1935), componiste en muziekpedagoog
- Bruce Kessler (1936-2024), autocoureur en film- en televisieregisseur
- Lynn Woolsey (1937), politica
- William Bolcom (1938), componist en pianist
- Judy Collins (1939), singer-songwiriter
- John Hopcroft (1939), informaticus

### 1940–1949

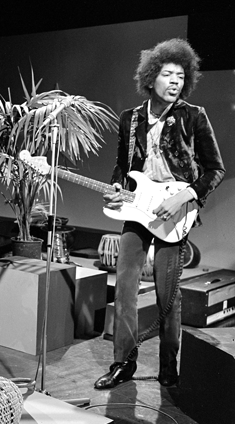
Gitarist en singer-songwriter Jimi Hendrix (1942-1970)

- Herbert George (1940), beeldhouwer en criticus
- Signe Anderson (1941-2016), bandlid
- Edward Ferry (1941-2023), roeier
- Gary Kildall (1942-1994), computerpionier
- Jimi Hendrix (1942-1970), gitarist en singer-songwriter
- Don Simpson (1943-1996), filmproducent
- Brian Sternberg (1943-2013), oud-wereldrecordhouder polsstokhoogspringen
- Roy Frederick Schwitters (1944-2023), hoogleraar natuurkunde
- Caroline McWilliams (1945-2010), actrice
- Barry Shulman (1946), pokerspeler
- John Aylward (1946-2022), acteur
- Linda B. Buck (1947), bioloog en Nobelprijswinnares (2004)
- Jennifer Warnes (1947), zangeres
- Keith Godchaux (1948-1980), pianist
- Ed Logg (1948), computerspelontwerper
- Pat Fraley (1949), stemacteur
- Ann Reinking (1949-2020), actrice, danseres en choreografe

### 1950–1959

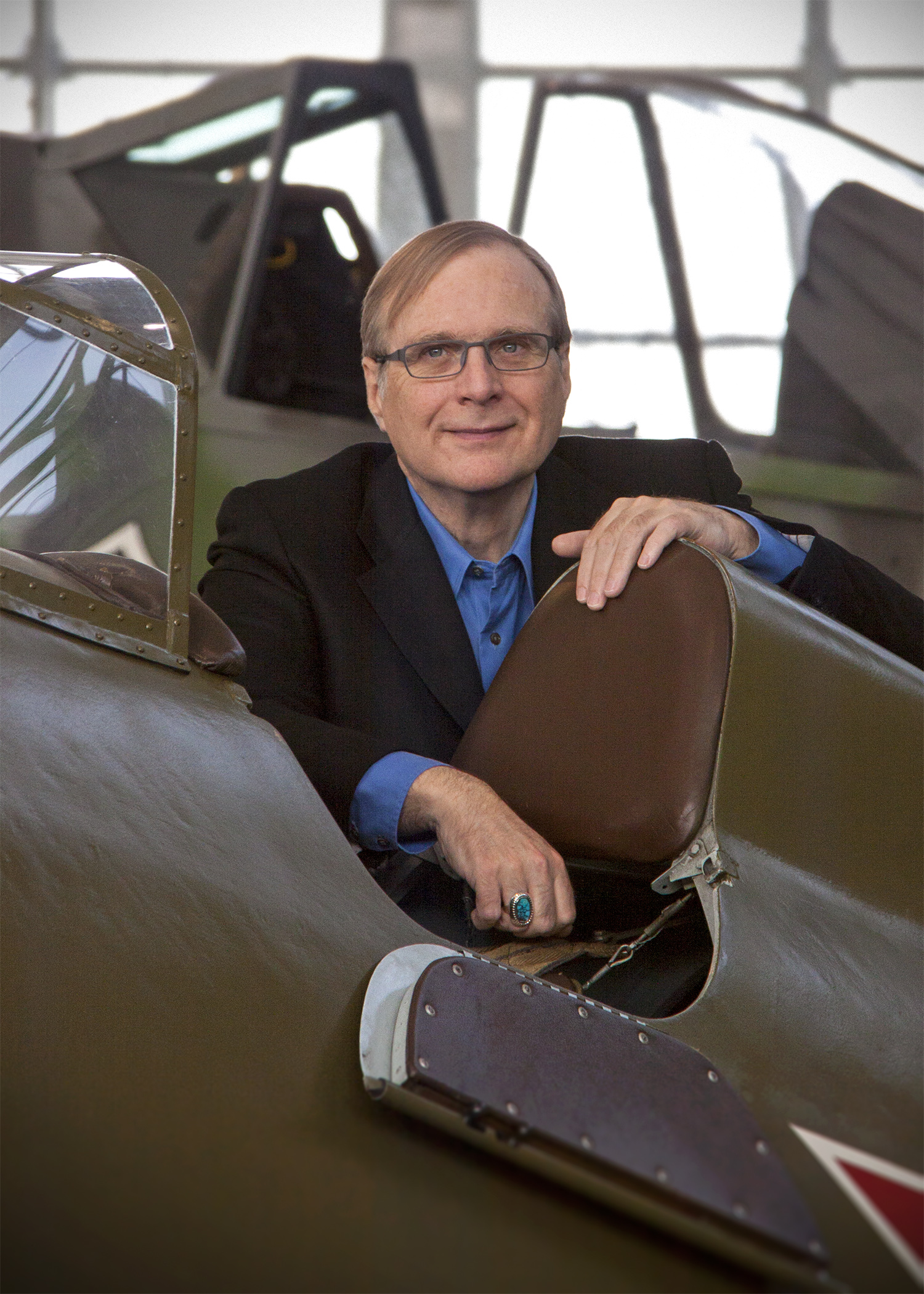
Medeoprichter Microsoft Paul Allen (1953-2018)

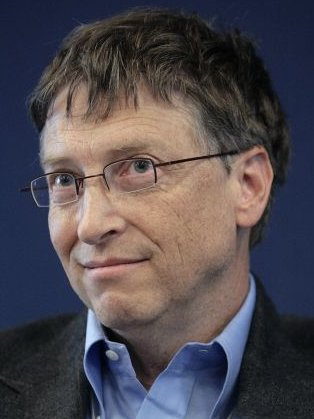
Medeoprichter Microsoft Bill Gates (1955)

- Gary Locke (1950), gouverneur van Washington (1997-2005), minister en ambassadeur
- Greg Valentine (1950), worstelaar
- Jay Inslee (1951), gouverneur van Washington (2013-2025)
- Stephen Oswald (1951), astronaut
- Jean Smart (1951), actrice
- Ed Lee (1952-2017), politicus
- Oleta Adams (1953), soul-, jazz- en gospelzangeres
- Paul Allen (1953-2018), medeoprichter van Microsoft
- Daniel Asia (1953), componist
- Gregory C. Johnson (1954), astronaut
- Bill Gates (1955), medeoprichter van Microsoft
- James Edwards (1955), basketballer
- Richard Karn (1956), acteur
- Kenny G (1956), sopraansaxofonist
- Craig Bartlett (1956), animator
- Charles D'Ambrosio (1958), schrijver
- Ryan Stiles (1959), acteur en komiek
- Fred Couples (1959), golfer

### 1960–1969
- Bill Rieflin (1960-2020), drummer
- Kim Thayil (1960), gitarist
- Hiro Yamamoto (1961), bassist
- Dennis Danell (1961-2000), muzikant
- Wanz (1961), singer-songwriter
- Sir Mix-a-Lot (1963), zanger
- Debbie Armstrong (1963), alpineskiester
- Duff McKagan (1964), bassist
- Chris Cornell (1964-2017), rockmusicus
- Rainn Wilson (1966), acteur
- Jeffrey Dean Morgan (1966), acteur
- Stone Gossard (1966), gitarist
- Gail Devers (1966), atlete
- Chris Speed (1967), saxofonist, klarinettist en componist
- Marcus Chong (1967), acteur

### 1970–1979
- Josie Bissett (1970), actrice
- Constance Zimmer (1970), actrice
- Megyn Price (1971), actrice
- Marcus Hahnemann (1972), voetballer
- William Goldsmith (1972), drummer
- Isis Gee (1972), zangeres
- Damien Jurado (1972), singer-songwriter
- Carrie Brownstein (1974), muzikante en actrice
- Thomas Kohnstamm (1975), schrijver
- Jamie Nieto (1976), hoogspringer
- Jeff Carroll (1977), wetenschapper en hoogleraar
- Jason Terry (1977), basketballer
- Phillip Heath (1979), bodybuilder

### 1980–1999

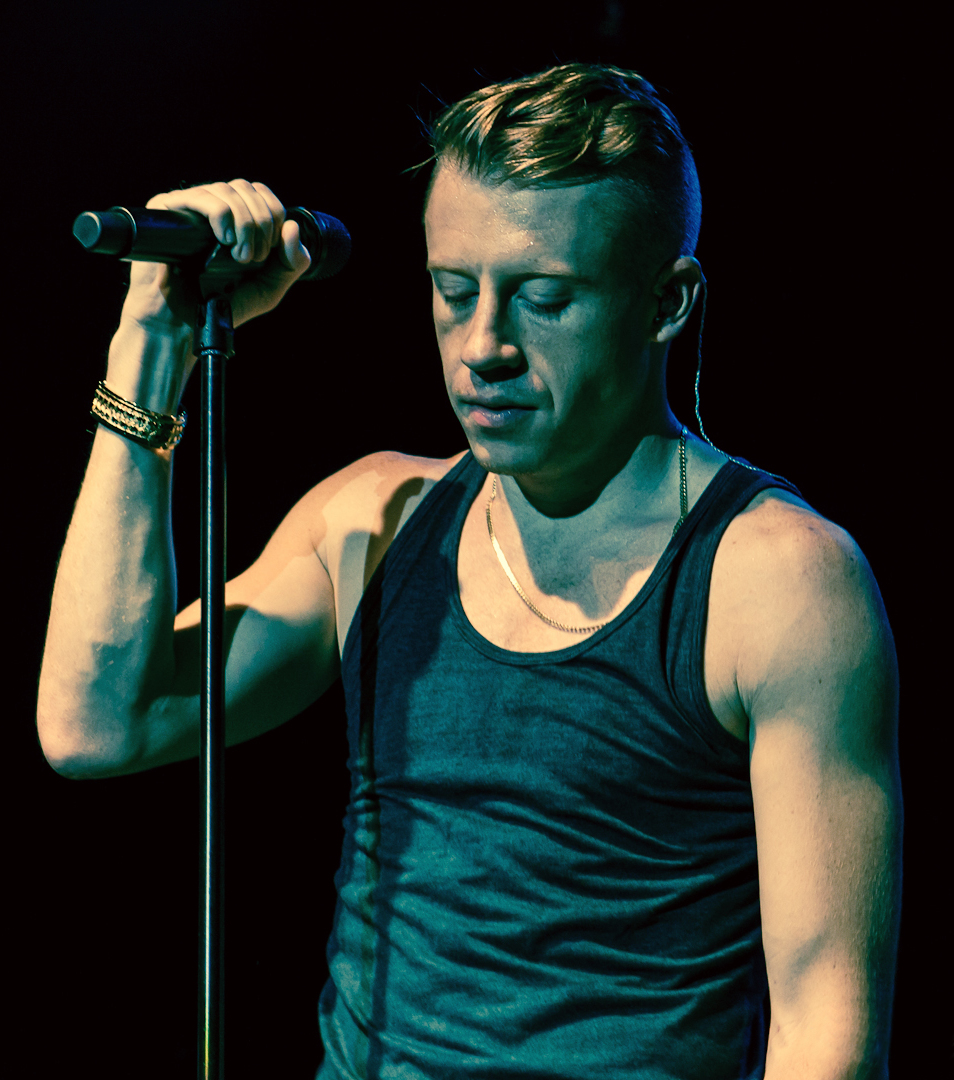
Rapper Macklemore (1983)

- Apolo Anton Ohno (1982), shorttracker
- Erika Christensen (1982), actrice
- Jinkx Monsoon, dragqueen
- Macklemore (1983), rapper
- A Fine Frenzy (1984), pianiste en singer-songwriter (Alison Sudol)
- Nate Robinson (1984), basketballer
- Brandon Roy (1984), basketballer
- NoClue (1985), rapper
- Stacie Orrico (1986), singer-songwriter en actrice
- Maiara Walsh (1988), actrice
- Dylan Arnold (1994), acteur

### Vanaf 2000
- Corinne Stoddard (2001), shorttrackster

### Datum onbekend
- Henri Lubatti (19??), acteur